# Королівське геральдичне товариство Канади
Королівське геральдичне товариство Канади (RHSC; англ.: Royal Heraldry Society of Canada; фр. Société royale héraldique du Canada) — канадійська організація, яка пропагує інтерес до геральдики в Канаді. Вона була заснована в 1966 році і отримала королівський патронат у 2002 році.

## Історія

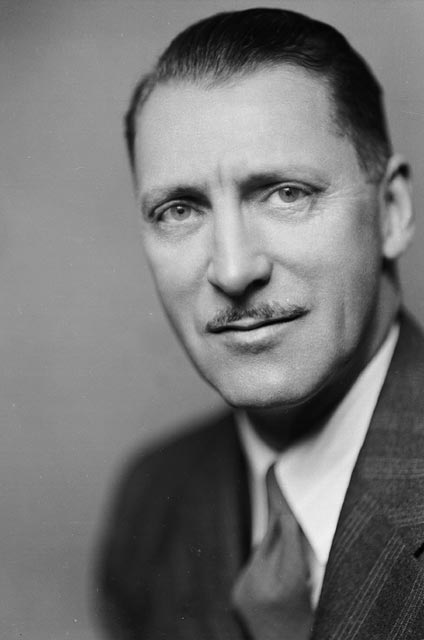
Алан Беддо, президент-засновник товариства

Товариство було засноване в жовтні 1966 року як Геральдичне товариство Канади групою геральдичних ентузіастів з Оттави під керівництвом Алана Беддо. Організаційна зустріч відбулася в готелі Beacon Arms в Оттаві.
У 2002 році королівський патронат був поширений на товариство, і його назва змінилася на Королівське геральдичне товариство Канади. Це звання було офіційно проголошено на щорічних зборах товариства у Вікторії, Британська Колумбія, 22 жовтня того ж року лейтенантом-губернатором Британської Колумбії Іоною Кампаньоло. У грудні 2002 року герб товариства був вдосконалений з додаванням відповідно до щитотримачів королівської корони.
Товариство відометим, що є однією з небагатьох організацій у Канаді, яка використовує церемоніальну булаву. Булава товариства виготовлена з олов'яного та дерев'яного матеріалу і нанесена геральдичними символами.

## Активність
Товариство має шість регіональних відділень, які спонсорують періодичні бесіди та лекції на тему геральдики: Британська Колумбія / Юкон, Лаврентій (Монреаль), Долина Оттави, Прері, Торонто та Ванкувер. Вона видає щоквартальний журнал «Геральдика в Канаді», щоквартально «Гонфанон», а також опублікувала довідники «Канадійська геральдика» (1981) та «Канадійський геральдичний буквар» (2001).
Товариство взяло на себе витрати на демонстрацію герба генерал-губернатора Канади в церкві Святого Варфоломія в Оттаві, спонсорувало діамантову виставку звірів королеви в Канадійському історичному музеї, профінансувало дизайн та придбання накидки. Головний герольд Канади допомагав у відновленні геральдичних інсталяцій в Гарт-Гаусі в Університеті Торонто, а також активно підтримує зв'язки з провінційними та муніципальними органами влади для «охорони та правильного використання геральдики».

### Відзнаки
Товариство присуджує три відзнаки, кожна з яких має постіменні літери: член Королівського геральдичного товариства Канади (FRHSC), Почесний член Королівського геральдичного товариства Канади (FRHSC, Hon.) і Ліценціат Королівського геральдичного товариства Канади (LRHSC). Серед відомих осіб, яким було надано соціальні відзнаки, належать Брюс В. Бітті, Грем Андерсон, Д'Арсі Болтон, Брюс Паттерсон, Конрад Свон, Роберт Ватт, Огюст Вахон, Крістофер МакКрірі, Джон Метісон, Даррел Кеннеді, Клер Будро-Сабур і Кеті Берсі.

## Герб товариства
Герб товариства був наданий Канадською короною та зареєстрований Канадським геральдичним органом:
Щит
Щит розсічено і зубцево пересічений на червоне і срібне поля, у першій чверті срібний щиток з червоним кленовим листком;
Клейнод
Червоно-срібний буралет з червоним канадським листям у корону, з якого виникає золотий лев із червоним озброєнням, що тримає геральдичний прапор з бахрамою та двома китицями;
Щитотримачі
Справа на зеленій землі золотий бобер з червоним коміром, що тримає від червону медаль із королівською короною, зліва — на синьо-срібних хвилях срібний нарвал із золотою зброєю, червоним колом із королівською короною;
Девіз
ET PATRIBUS ET POSTERITATI («Для предків і нащадків»)